# 代表性濃度路徑

於不同RCP情景下，預測大氣中溫室氣體不同濃度（以二氧化碳當量表示）的結果（期間：2000年至2100年）。RCP8.5路徑會產生最高的濃度。

代表性濃度路徑（Representative Concentration Pathway，簡稱RCP）是IPCC採用的溫室氣體濃度（而非排放）軌跡。 IPCC於2014年發佈第五次評估報告（AR5）中所採用的四種路徑進行氣候建模及研究。這些路徑用來描述不同的氣候變化情景，這些情景都被認為有可能發生，取決於往後各年全球排放的溫室氣體數量。 RCP（最初設定有RCP2.6、RCP4.5、RCP6和RCP8.5四種路徑）以2100年當時可能的輻射強迫值程度（分別為2.6、4.5、6和8.5瓦/平方米（W/m2））作為路徑標記。數值越高表示溫室氣體排放量越高，因此全球的氣溫會相應升得越高，表示氣候變化影響會越明顯。另一方面，較低的RCP值對人類而言會更為理想，但需要執行更嚴格的氣候變化緩解措施才有可能實現。
對於這四個路徑的簡短描述如下： RCP2.6是"非常嚴格"的途徑。RCP4.5被IPCC描述為一種中間情景。在RCP6路徑之下，溫室氣體排放量會在2080年左右達到峰值，之後下降。在RCP8.5路徑下，溫室氣體排放量於整個21世紀之中將持續上升。:Figure 2, p. 223
在IPCC第五次評估報告發佈之後，IPCC開始將包含社會經濟元素如人口、經濟成長、教育及都市化的共享社會經濟路徑與RCP路徑一併考慮而產生額外新的RCP路徑，如RCP1.9（將相對於第一次工業革命之前的平均氣溫上升，限制在1.5°C以下的路徑，是《巴黎協定》期望達到的理想目標。）、RCP3.4（介於"非常嚴格"的RCP2.6與採取不太嚴格緩解措施的RCP4.5之間的中間途徑。）和RCP7（此為一種基線假設，而非氣候變化緩解措施的目標。）。

## 溫室氣體濃度
RCP路徑與未來人為溫室氣體排放的各種可能變化一致，目的在代表溫室氣體於大氣中不同的濃度。IPCC在RCP路徑中，對2007年至2014年期間於"投入"描述的一個關鍵變化是不談碳循環，而將重點放在關注大氣中的溫室氣體濃度，不談其投入。IPCC對於碳循環另外進行研究，預測相應的大氣中二氧化碳濃度越高，海洋將其吸收的數量就越高，但由於有氣候變化和土地利用變化兩者的綜合影響，陸地吸收二氧化碳數量具有更大的不確定性。
四個RCP路徑會與某些社會經濟情況假設相符，但將被共享社會經濟路徑（SSP）所取代，預計這些SSP將為每個RCP路徑的未來提供靈活的描述。 RCP情景被IPCC用來取代於2000年發佈的IPCC溫室氣體排放情景特別報告（SRES）中的情景描述。

## 建模用的RCP路徑

### RCP1.9路徑
RCP1.9是將全球暖化限制在1.5°C以下的路徑，這是《巴黎協定》設定的理想目標。

### RCP2.6路徑
RCP2.6是"非常嚴格"的路徑。根據IPCC的說法，RCP2.6要求二氧化碳排放量到2020年開始下降，到2100年降至零的程度（參見淨零排放）。並要求甲烷排放數量降至2020年水平的大約一半，二氧化硫排放量下降至1980-1990年期間平均值約10%。RCP2.6路徑設定有執行二氧化碳負排放措施（例如種植樹木以吸收二氧化碳），與其他RCP路徑的要求相同。在RCP2.6路徑中的負排放量將達到平均每年2吉噸（Gt，十億噸）二氧化碳。RCP2.6可在2100年將全球氣溫上升控制在2°C以下。

### RCP3.4路徑
RCP3.4是介於"非常嚴格"的RCP2.6與執行不太嚴格緩解措施的RCP4.5之間的路徑。RCP3.4除當作是另一選項之外，有個由RCP3.4衍生的變體還包括從大氣中進行大規模二氧化碳移除的工作。
於2021年發表的一篇論文認為對大氣中累積二氧化碳排放量最合理的預測（具有歷史準確度0.1%或0.3%的差異），顯示最可能的路徑是RCP3.4（輻射強迫為3.4瓦/平方米，預計全球到2100年升溫會達到2.0-2.4°C）。

### RCP4.5路徑
IPCC將RCP4.5路徑描述為一種中間情景。根據RCP 4.5路徑，溫室氣體排放量會在2040年左右達到峰值，然後下降。:Figure 2, p. 223根據學界中資源專家的說法，IPCC的排放情景偏向誇大化石燃料儲量的可用性。如果把這類不可再生燃料的可能耗盡特性列入考慮，RCP4.5是最可能的基線情景（在全球未執行任何氣候政策狀況之下）。
根據IPCC，RCP4.5路徑，設定二氧化碳排放量在2045年左右開始下降，到2100年時的水平大約是2050年的一半。 並設定甲烷排放量在2050年之前不再增加，並略為下降至2040年水準的75%左右，二氧化硫排放量下降至1980年至1990年期間平均約20%。RCP4.5路徑設定執行二氧化碳負排放措施（例如種植樹木以吸收二氧化碳），與其他RCP路徑相同。在RCP4.5路徑中的負排放量將達到平均每年2吉噸二氧化碳。RCP4.5路徑到2100年相當可能（More likely than not， 50–100%機率，參見IPCC第五次評估報告）導致全球氣溫上升2°C至3°C，平均海平面上升比RCP2.6路徑高出35%。許多植物和動物物種將無法對RCP4.5及更高RCP路徑的影響作調適。

### RCP6路徑
在RCP6路徑，溫室氣體排放量在2080年左右達到峰值，然後下降。RCP6情景採用高溫室氣體排放率，然後透過一系列減少溫室氣體排放的技術和策略，將總輻射強迫於2100年後達到穩定。 路徑中的6.0是指到2100年，輻射強迫達到6瓦特/平方米，全球持續變暖到2100年，屆時大氣中二氧化碳碳濃度上升到670ppm（百萬分比），導致全球氣溫上升約3-4°C。

### RCP7路徑
RCP7是基線情景，而非緩解目標。

### RCP8.5路徑
在RCP8.5路徑，溫室氣體排放在整個21世紀中持續上升。:Figure 2, p. 223雖然第五次評估報告（AR5）認為這情景非常不可能發生，但由於科學界對於氣候變化反饋尚未有很好的理解，因此無法排除發生的可能。RCP8.5路徑通常被視為氣候變化情景中最壞的情況，是根據大量使用化石燃料後的結果。也是根據當前和既定政策來預測本世紀中葉（及更早）溫室氣體排放導致的結果。

## 根據RCP路徑所做的預測

### 21世紀
於AR5中，IPCC第一工作組（WG I）對21世紀中後期（分別為2046年至2065年期間和2081年至2100年期間的兩個平均值）全球變暖和全球平均海平面上升的預測如下表所示。這些預測與20世紀末至21世紀初（1986年至2005年平均值）的氣溫和海平面比較。也可對1850年至1900年期間或1980年至1999年年期間，分別添加0.61°C或0.11°C而得到類似結果。
| 情景   | 2046年至2065年    | 2081年至2100年    |
| 情景   | 平均 ("可能"範圍) | 平均 ("可能"範圍) |
| ------ | ----------------- | ----------------- |
| RCP2.6 | 1.0 (0.4至1.6)    | 1.0 (0.3至1.7)    |
| RCP4.5 | 1.4 (0.9至2.0)    | 1.8 (1.1至2.6)    |
| RCP6   | 1.3 (0.8至1.8)    | 2.2 (1.4至3.1)    |
| RCP8.5 | 2.0 (1.4至2.6)    | 3.7 (2.6至4.8)    |

所有RCP路徑均預計全球平均氣溫到21世紀末將會上升0.3至4.8°C。
根據一篇於2021年發表的研究報告，合理的AR5和SSP二氧化碳排放情景如下表所列，
| SSP情景 | 全球平均升溫（°C）預測 - 2100年相對於工業化前平均氣溫 |
| ------- | ----------------------------------------------------- |
| RCP1.9  | ~1至~1.5                                              |
| RCP2.6  | ~1.5至~2                                              |
| RCP3.4  | ~2至~2.4                                              |
| RCP4.5  | ~2.5至~3                                              |
| RCP6.0  | ~3至~3.5                                              |
| RCP7.5  | ~4                                                    |
| RCP8.5  | ~5                                                    |

| 情景   | 2046年至2065年    | 2081年至2100年    |
| 情景   | 平均 ("可能"範圍) | 平均 ("可能"範圍) |
| ------ | ----------------- | ----------------- |
| RCP2.6 | 0.24 (0.17至0.32) | 0.40 (0.26至0.55) |
| RCP4.5 | 0.26 (0.19至0.33) | 0.47 (0.32至0.63) |
| RCP6   | 0.25 (0.18至0.32) | 0.48 (0.33至0.63) |
| RCP8.5 | 0.30 (0.22至0.38) | 0.63 (0.45至0.82) |

根據所有RCP路徑，全球平均海平面於21世紀末預計將上升0.26至0.82米。

### 23世紀
AR5也對21世紀之後時期的氣候變化進行預測。延伸的RCP2.6路徑假設於2070年後，人為溫室氣體排放量仍然維持負排放狀態。所謂"負排放"指的是人類從大氣中捕獲的溫室氣體總量多於釋放總量。延伸的RCP8.5路徑假設在2100年後仍有人為溫室氣體排放。在延伸的RCP2.6路徑，大氣中二氧化碳濃度於2300年為約360ppm，而在延伸的RCP8.5路徑，二氧化碳濃度在2250年為約2000ppm，幾乎是工業化前水平的七倍。
對於延伸的RCP2.6路徑，預計於23世紀末（2281年至2300年期間平均）全球變暖程度為0.0至1.2°C（相對於1986年至2005年期間平均）。對於延伸的RCP8.5路徑，同一時期全球變暖程度為3.0至12.6°C。

## 外部連結
- Special Issue: The representative concentration pathways: an overview, Climatic Change, Volume 109, Issue 1–2, November 2011 （页面存档备份，存于）. Most papers in this issue are freely accessible.
- The Guardian: A guide to the IPCC's new RCP emissions pathways （页面存档备份，存于）